# Kydia
Kydia, rod drveća iz porodice sljezovki, smješten u tribus Kydieae, dio potporodice Malvoideae. Postoje dvije priznate vrste rasprostranjene od Indijskog potkontinenta na nastok do Kine i Malajskog poluotoka

## Vrste
1. Kydia calycina Roxb.
2. Kydia glabrescens Mast.